# Денізліспор
«Денізліспор» (тур. Denizlispor Kulübü) — турецький футбольний клуб з міста Денізлі. 
Виступає в другому дивізіоні — Турецькій Першій лізі. Матчі проводить на стадіоні «Денізлі Ататюрк». 

## Історія
Клуб засновано 26 травня 1966 року після об'єднання двох місцевих аматорських команд («Челік Єшільспор Генчлік» і «Памуккале Генчлік»). Клубними кольорами обрано чорний і зелений. Клуб також має секції волейболу, баскетболу, настільного тенісу, шахів, фігурного катання на льоду та гімнастики. 
З 1983 року виступав у Турецькій Суперлізі, в якій провів сезони 1983–1988, 1994–1997, 1999–2010.

## Досягнення
- Чемпіонат Туреччини: 5-е місце (2001/02)

## Виступи в єврокубках
Кубок УЄФА:
| Сезон     | Раунд |            | Клуб             | Рахунок  |
| --------- | ----- | ---------- | ---------------- | -------- |
| 2002—2003 | 1R    | Франція    | ФК Лор'ян        | 2-0, 1-3 |
| 2002—2003 | 2R    | Чехія      | «Спарта» (Прага) | 2-0, 0-1 |
| 2002—2003 | 3R    | Франція    | «Олімпік» (Ліон) | 0-0, 1-0 |
| 2002—2003 | 4R    | Португалія | ФК Порто         | 2-2, 1-6 |

## Відомі гравці
- Левент Картоп
- Сервет Четін
- Юсуф Шимшек
- Юрій Шелепницький
- Ілія Найдоський